# Велко Христев
Велко Николов Христев е български футболист, полузащитник. Роден е на 8 октомври 1974 г. в Панагюрище. Висок е 175 см и тежи 74 кг. Играл е за Панагюрище, ЦСКА, Шумен, Янтра, Беласица, Металург, Велбъжд и Локомотив (Пловдив). От пролетта на 2007 г. играе за Родопа. Шампион на България през 2004 с Локомотив (Пловдив), вицешампион и носител на купата на страната през 1993 с ЦСКА, бронзов медалист през 1999, 2000 и 2001 с Велбъжд и през 2005 г. с Локомотив (Пловдив). В евротурнирите за е изиграл 8 мача (1 за ЦСКА и 2 за Локомотив (Пд) в КЕШ, 1 за ЦСКА и 4 за Локомотив (Пд) в УЕФА).

## Статистика по сезони
- ЦСКА - 1993/ес. - A група, 1/0
- Шумен - 1994/пр. - A група, 19/2
- Янтра - 1995/ес. - Б група, 14/1
- Беласица - 1996/пр. - Б група, 15/1
- Металург - 1996/97 - Б група, 24/3
- Велбъжд - 1997/98 - A група, 21/2
- Велбъжд - 1998/99 - A група, 24/3
- Велбъжд - 1999/00 - A група, 27/3
- Велбъжд - 2000/01 - A група, 7/3
- Локомотив (Пд) - 2001/02 - A група, 20/2
- Локомотив (Пд) - 2002/03 - A група, 10/0
- Локомотив (Пд) - 2003/04 - A група, 5/0
- Локомотив (Пд) - 2004/05 - A група, 21/2
- Локомотив (Пд) - 2005/06 - A група, 23/0
- Локомотив (Пд) - 2006/ес. - A група, 10/0
- Родопа - 2007/пр. - A група